# Bún riêu

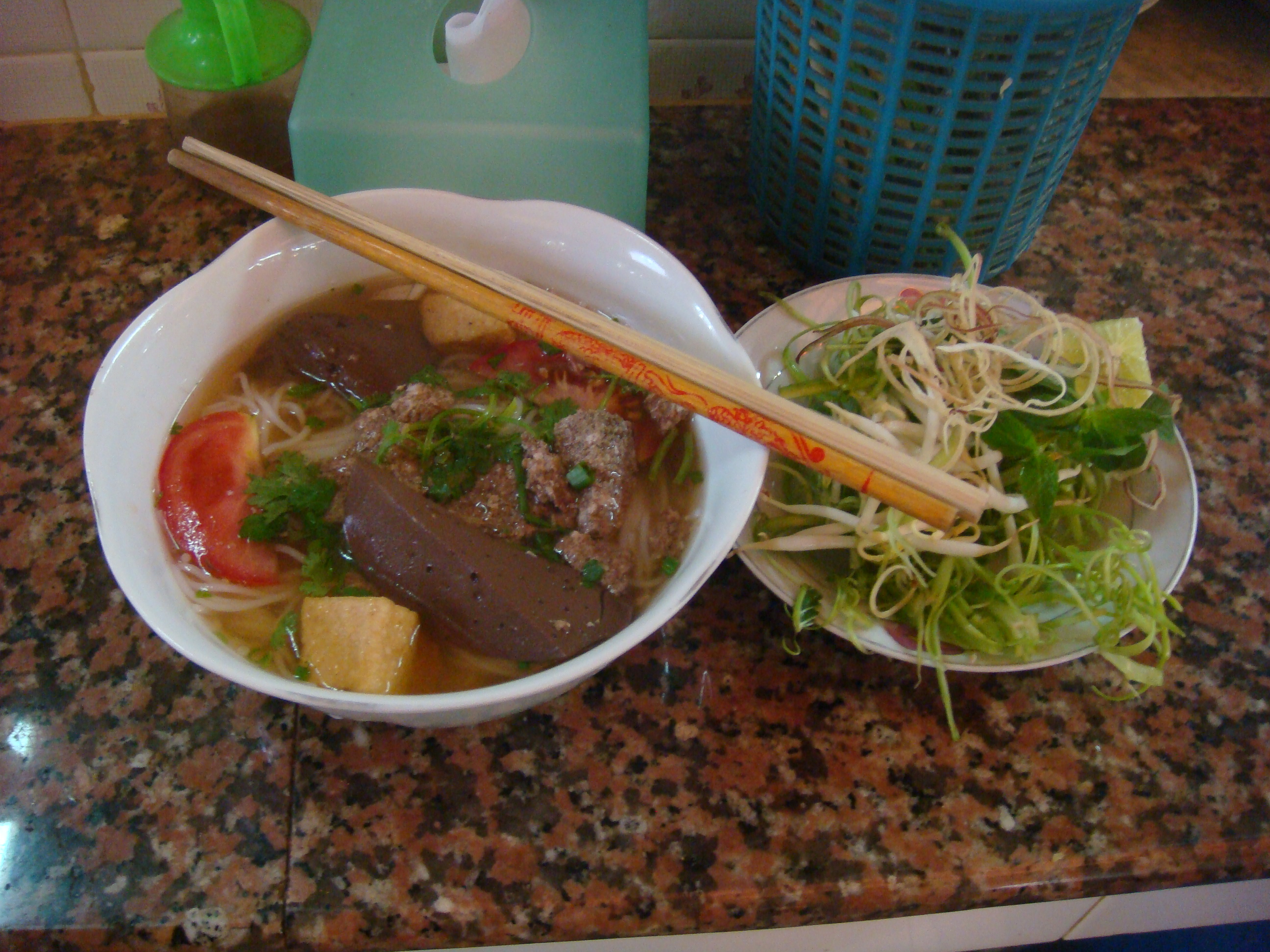
Bún riêu.

Bún riêu é um prato tradicional do Vietnã, sendo amplamente conhecido nacional e internacionalmente. O prato se compõe de um composto de macarrão de arroz (macarrão emaranhados ou em formato de folhas) e sopa de caranguejo. A sopa de caranguejo é feita do corpo do caranguejo batido juntamente com frutas, tomate, água, molho de peixe, sal, e cebola, mas essa composição varia bastante, podendo mudar dependendo da região do país onde o prato está sendo feito. Mais frequentemente, o macarrão de arroz é adicionado à sopa de caranguejo, resultando num sabor mais forte, normalmente consumido com legumes  como talos de alface ou espinafre picados.
O Bún riêu é um dos pratos mais consumidos no Vietnã.